# Atikum
El huamoé (Wamoe), uamué, uman, o atikum, és una llengua extingida del Brasil que és massa mal certificada per classificar-la. El seu grup ètnic, els uamué o atikums actualment parlen portuguès. El pankararú es parla just al sud.
També s'escriu Huamuê, Huamoi, Uame, Wamoé. Altres noms alternatius són Umã i Aticum (Atikum, Araticum).

## Història
Els atikums viuen ara en diversos enclavaments dels estats de Pernambuco i Bahia, al nord-est del Brasil. A Pernambuco, cap al 1985, es van comptabilitzar 3.852 atikums en una vintena de pobles a l'oest de la Reserva Biològica Serra Negra, al municipi de Carnaubeira da Penha i a uns 40 a 50 km de la ciutat de Floresta. També hi ha alguns atikums a la Serra do Ramalho, al municipi de Bom Jesus da Lapa, a Bahia, encara que probablement van ser desplaçats més enllà de la seva zona original.

## Vocabulari

### Loukotka (1968)
Loukotka (1968) llista els següents ítems bàsics de vocabulari per l'umán.
| glossa | Umán    |
| ------ | ------- |
| home   | porkia  |
| sol    | karí    |
| lluna  | t'upañé |
| tabac  | kuprioː |

### Pompeu (1958)
Varietat lingüística parlada pels indis de la Serra Negra a Pernambuco, registrada a Brejo dos Padres:
| Portuguès (original) | Anglès (traduït)      | "Serra Negra"   |
| -------------------- | --------------------- | --------------- |
| sol                  | sun                   | kari            |
| lua                  | moon                  | tyupanyé        |
| trovão               | thunder               | traikozã        |
| homem                | man                   | porkiá          |
| mulher               | woman                 | sikiurú         |
| macaco               | monkey                | arinã           |
| cachorro             | dog                   | sará            |
| tatu-peba            | Euphractus sexcinctus | tukuaranã       |
| tatu-bola            | Tolypeutes tricinctus | kwaráu          |
| tatu verdadeiro      | Dasypus novemcinctus  | arikyó          |
| tamanduá colete      | Tamandua tetradactyla | muze káu káukrí |
| porco                | pig                   | aleal           |
| veado                | deer                  | kwãú            |
| gado vacum           | cattle                | kõnã            |
| cavalo               | horse                 | tyaparú         |
| ema                  | rhea                  | lashikrá        |
| tabaco, fumo         | tobacco, smoke        | kupriô          |
| bom                  | good                  | niré            |
| rancho               | ranch                 | poró            |
| branco               | white                 | karikyá         |
| negro                | black                 | tapsishunã      |
| mosca                | fly                   | moka            |
| vaca                 | cow                   | tyanã           |
| bezerro              | calf                  | tyapatã         |
| Deus                 | God                   | panyé           |